# Josef Stadler (Politiker)
Josef Stadler (* 17. Juli 1906 in Settenz, heute zu Teplitz; † 3. August 1984 in Berlin) war ein deutscher Widerstandskämpfer gegen den Nationalsozialismus sowie KPD- und SED-Funktionär. Er war Vorsitzender des Rates des Bezirks Potsdam sowie Vorsitzender des Rates des Bezirks Schwerin.

## Leben
Stadler, Sohn eines Glasarbeiters, besuchte die Volks- und Fortbildungsschule und erlernte den Beruf des Tafelglasbläsers. Seit 1921 gewerkschaftlich organisiert, trat er 1923 der KPD und 1925 dem RFB bei. Ab 1930 wirkte er als Organisationsleiter der KPD in Brand-Erbisdorf.
Nach der „Machtergreifung“ der Nationalsozialisten 1933 beteiligte sich Stadler am kommunistischen Widerstand und war mehrfach inhaftiert. Im Mai 1936 wurde er wegen „Vorbereitung zum Hochverrat“ zu zwei Jahren und zehn Monaten Zuchthaus verurteilt und ins Zuchthaus Zwickau verbracht. Nach der Haftentlassung 1939 wurde er zum unerwünschten Ausländer erklärt und stand unter Polizeiaufsicht. Zwischen 1939 und 1944 arbeitete er als Glas- und Kunstharzpresser. 1944 wurde er in „Schutzhaft“ genommen und sollte ins KZ Sachsenhausen transportiert werden, musste dann jedoch im Volkssturm Kriegsdienst leisten. Zwischen Mai und Juli 1945 befand sich Stadler in sowjetischer Kriegsgefangenschaft.
Nach seiner Entlassung wurde er 1945 Bürgermeister von Brand-Erbisdorf. 1946 trat er der SED bei und war von 1946 bis 1948 sowie erneut von 1949 bis 1951 Oberbürgermeister von Freiberg (Sachsen). Zwischen 1951 und 1953 studierte er an der Deutschen Verwaltungsakademie Forst Zinna, war anschließend dort kurze Zeit Oberassistent und Lehrgangsleiter. Von 1953 bis 1957 fungierte er als Vorsitzender des Rates des Bezirks Potsdam und war Mitglied der SED-Bezirksleitung Potsdam sowie ihres Büros. 1957/1958 leitete er die Abteilung Kader beim ZK der SED. Von 1958 bis 1960 wirkte er als Vorsitzender des Rates des Bezirks Schwerin, war Abgeordneter des Bezirkstages und Mitglied der SED-Bezirksleitung Schwerin und ihres Büros. Von 1961 bis 1974 war er Leiter des Sekretariats der Volkskammer der DDR, 1965/1966 zudem Sekretär des Arbeitskreises zur Pflege der deutschen Kultur und Sprache bei der Liga für Völkerfreundschaft.

## Auszeichnungen
- Vaterländischer Verdienstorden (VVO) in Silber (1956), in Gold (1976) und Ehrenspange zum VVO in Gold (1981)[1]
- Verdienstmedaille der DDR (1959)
- Banner der Arbeit (1960)